# Rue Chaptal
Pour les articles homonymes, voir Chaptal et Rue Chaptal (Levallois-Perret).
La rue Chaptal est une voie du 9e arrondissement de Paris, en France.

## Situation et accès
La rue Chaptal est une voie publique située dans le 9e arrondissement de Paris. Elle débute au 1, rue Pierre-Fontaine et se termine au 66, rue Blanche. Elle est en sens unique, dans le sens est-ouest.
Elle est desservie par la ligne 2, aux stations de métro Blanche et Pigalle, et par la ligne 12 à la seule station Pigalle.

## Origine du nom

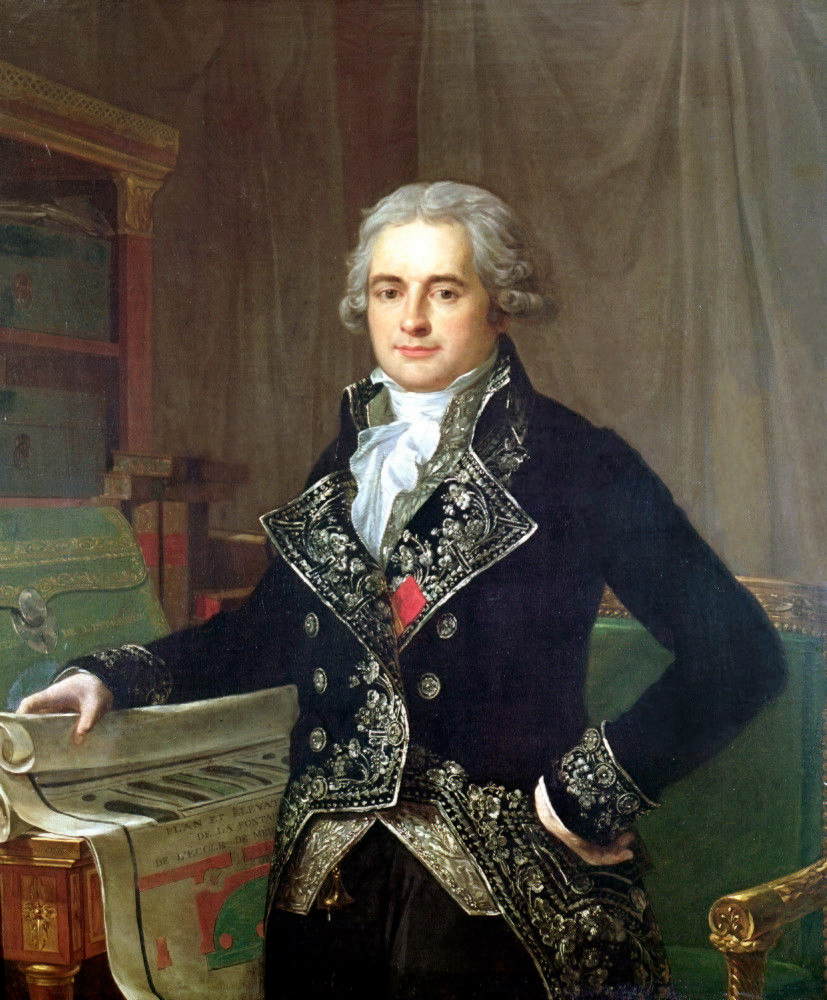
Jean-Antoine Chaptal.

Elle porte le nom du savant, chimiste et homme politique français, Jean-Antoine Chaptal (1756-1832) et qui était aussi propriétaire des terrains. 

## Historique
En vertu d'une ordonnance royale du 12 janvier 1825, MM. Alexandre Delessert et Lavocat ont été autorisés à ouvrir sur leurs terrains une rue qui communiquerait de la rue Blanche à la rue Pigalle. Cette autorisation leur a été accordée à la charge de border la rue de chaque côté d'un trottoir de 1,60 mètre de largeur, de supporter les frais du premier établissement de l'éclairage et du pavage, de se conformer aux lois et règlements sur la voirie de Paris. Cette ordonnance fut immédiatement exécutée et la rue, ouverte sur une largeur de 12,60 mètres, reçut le nom de « rue Chaptal ».

## Bâtiments remarquables et lieux de mémoire

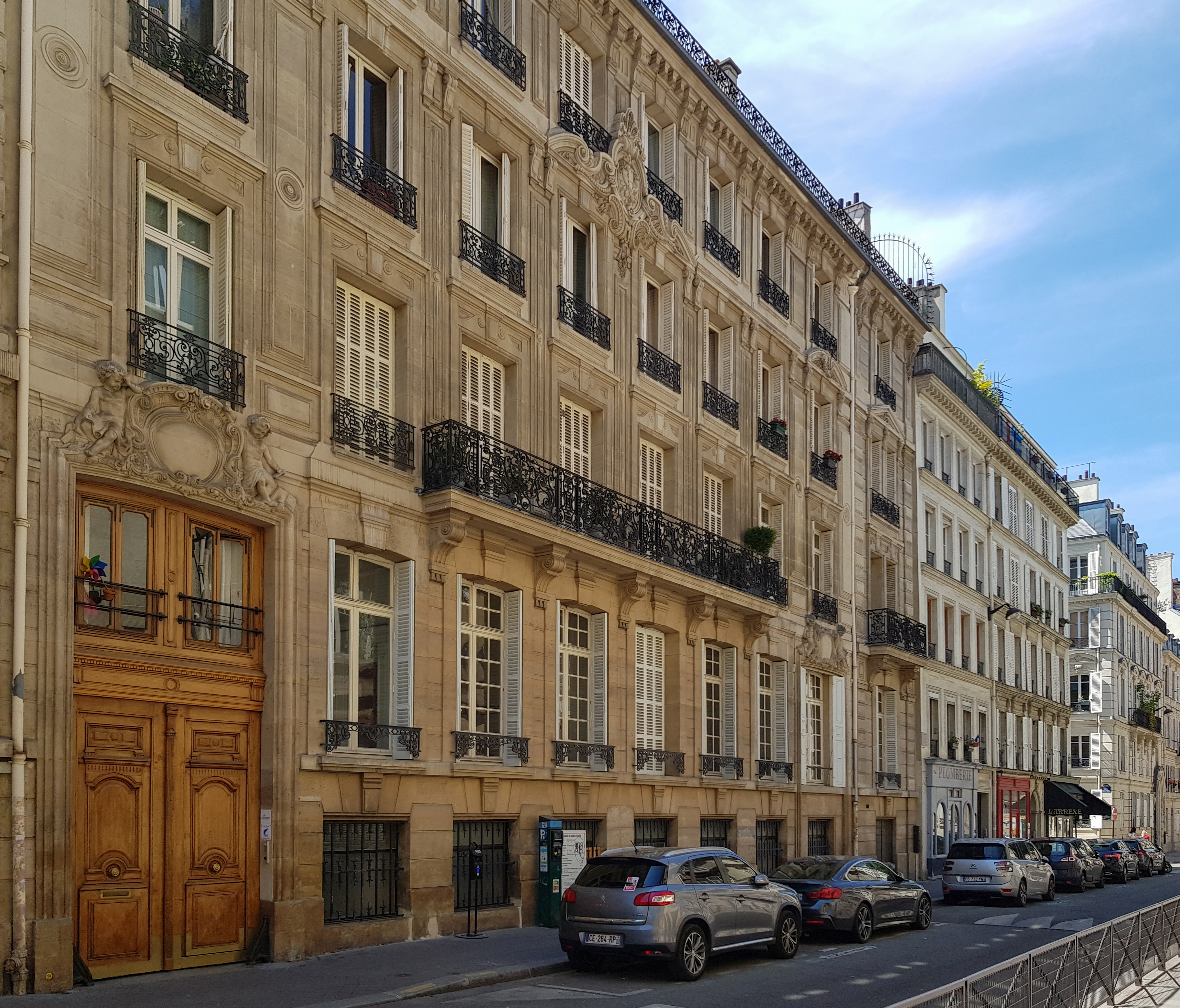
No 9.

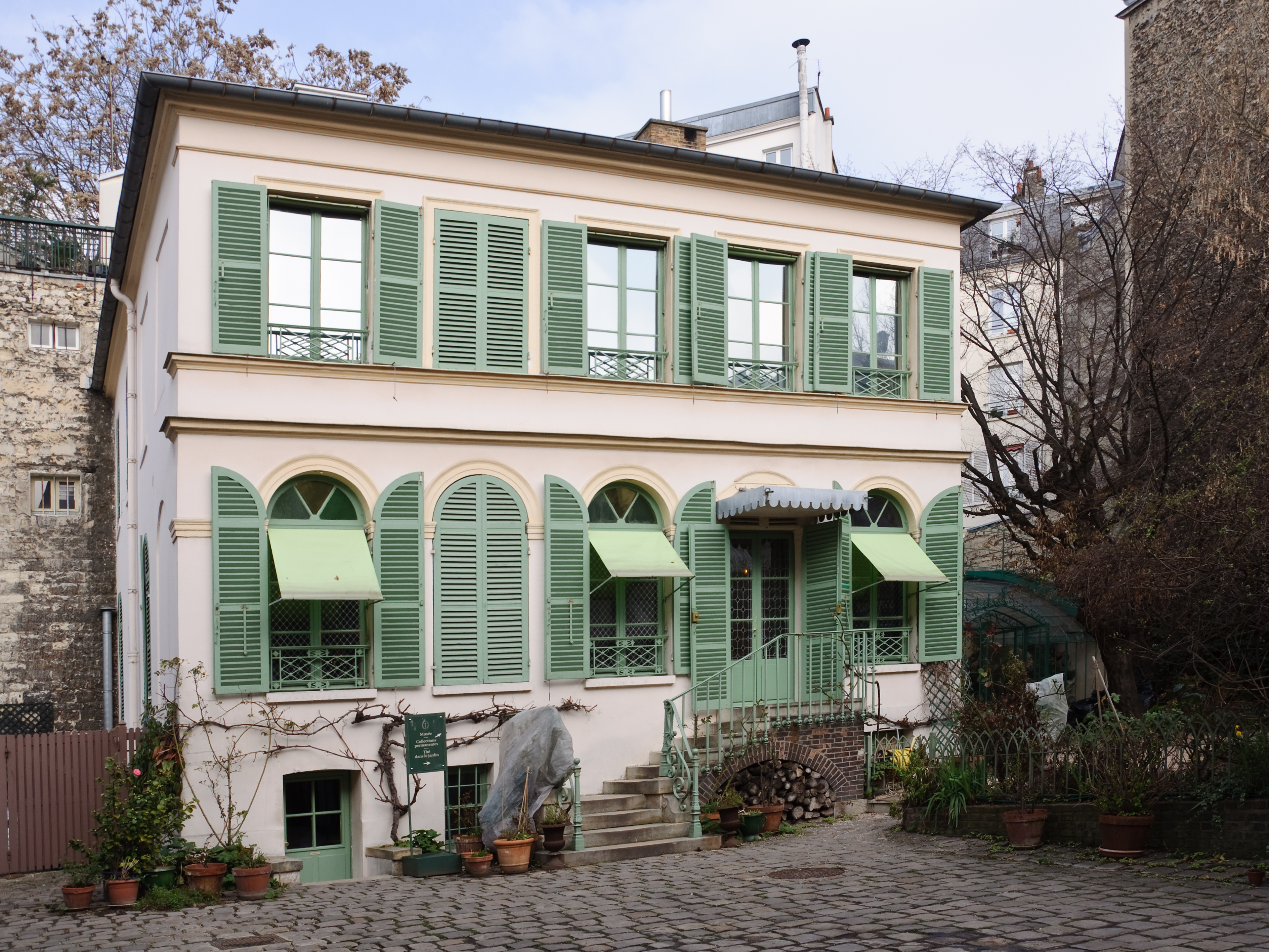
No 16 : musée de la Vie romantique.

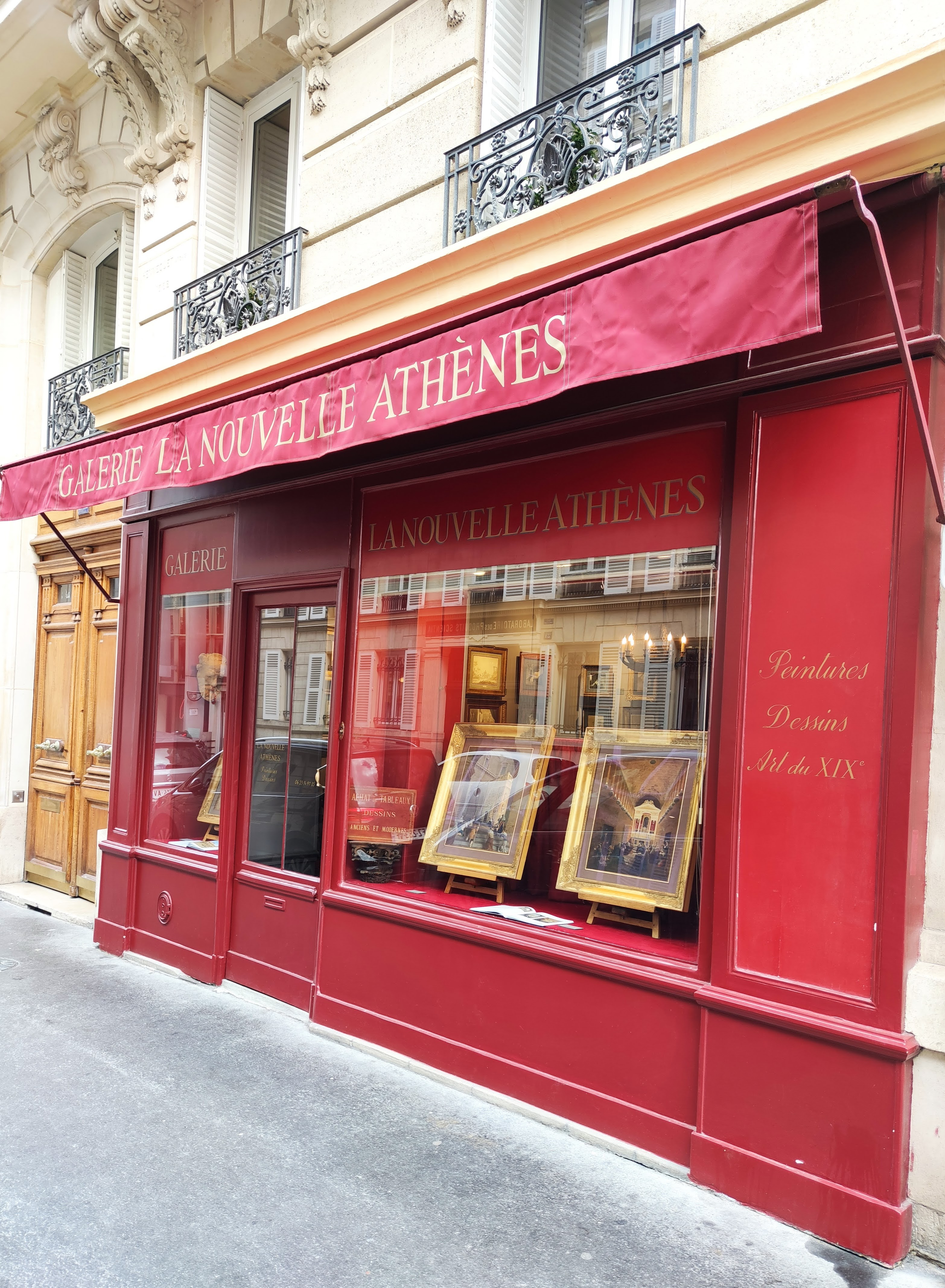
No 22 : galerie d'art.

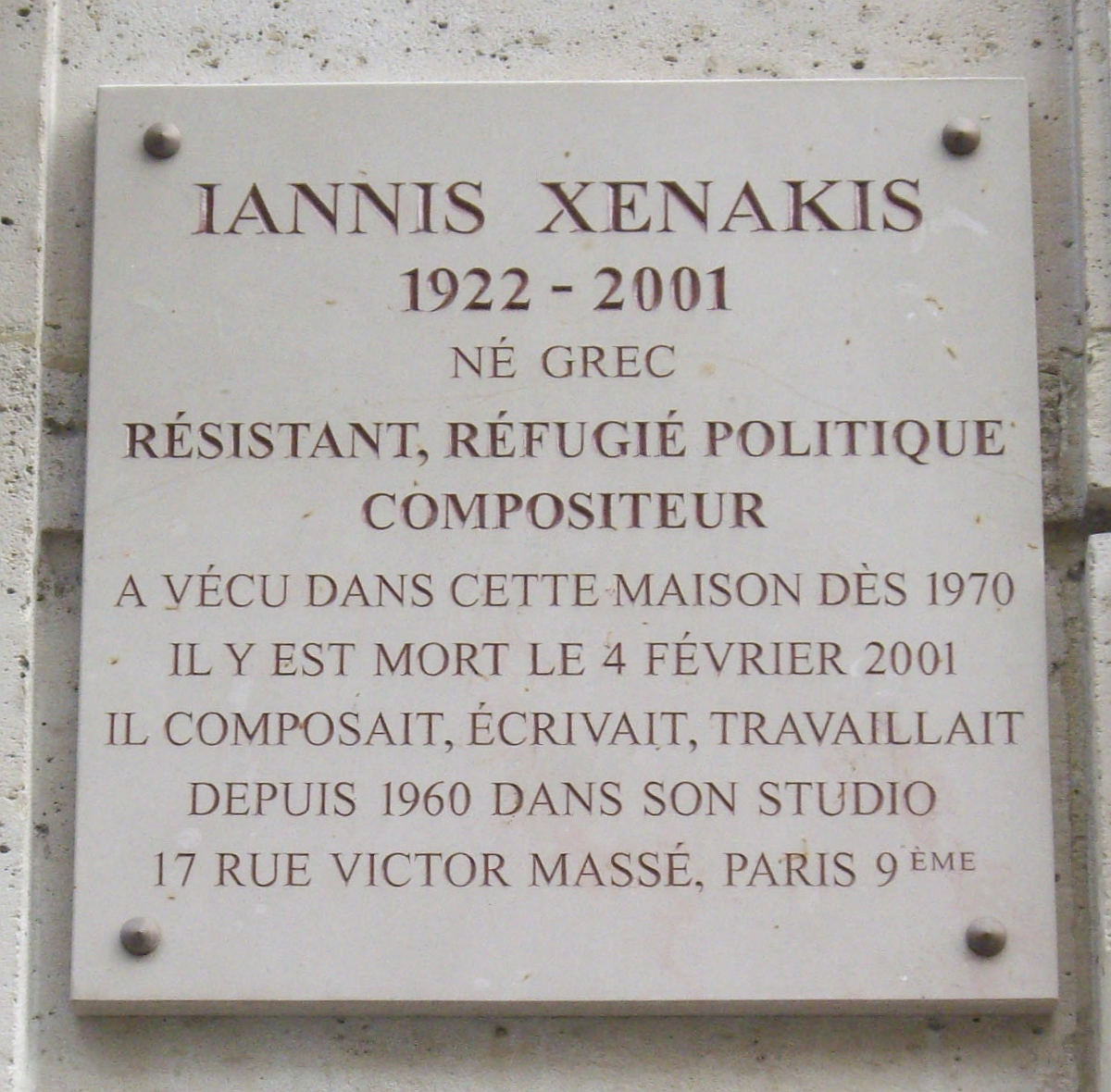
Plaque au no 9.

- No 9 : en 1857, le marchand d'art Adolphe Goupil (1806-1893) achète un terrain à cette adresse et y fait construire un luxueux hôtel particulier, comprenant des ateliers, une imprimerie et une salle d’exposition[1]. Ce fut le siège social de la société Goupil & Cie de 1860 à 1890. Vincent van Gogh y travaille de mai 1875 à avril 1876.
Une plaque commémorative rend hommage au musicien Iannis Xenakis, qui y vécut à partir de 1970 et y est mort en 2001.
- No 10 : remarquable effigie de Beethoven ; le musicien est entouré de deux muses, l'une jouant de la lyre et l'autre du violon.
- No 11 bis : appartement familial de la famille Ginsburg de 1932 à 1947[2]. C'est ici que grandit Serge Gainsbourg, qui alla à l'école maternelle qui se situait juste en face[3].
- No 14 : le pavillon situé dans la cour de cet immeuble fut le siège du Hot Club de France (de 1938 à 1947) et celui de revue Jazz Hot (de 1938 à 1984), dirigés par Hugues Panassié et Charles Delaunay. Pour le rappeler, une plaque a été apposée sur le mur du numéro 14, visible depuis la rue.
- No 16 : l’hôtel Scheffer-Renan a été la demeure du peintre d'origine hollandaise Ary Scheffer et abrite depuis 1987 le musée de la Vie romantique.
- No 17 : demeure de l'illustre violoniste compositeur Henri Vieuxtemps (1820-1881).
- No 20 : la cité Chaptal avec successivement l'atelier parisien du peintre orientaliste Georges Rochegrosse, puis le Grand-Guignol, et aujourd'hui l'International Visual Theatre.
- No 22 : galerie d'art La Nouvelle Athènes[4], spécialisée dans la peinture et le dessin du XIXe siècle.
- Nos 23-25 : immeuble de bureaux de 3600 m² cédé en 2008 par Generali à Cogifrance[5].
- No 26 : bibliothèque Louise Walser-Gaillard (anciennement Chaptal), du nom d'une militante sourde de la Belle Époque. Nom changé en octobre 2019[6]. Ainsi que le Jardin Pauline-García-Viardot inauguré en 2021[7].
- No 33 : galerie d'art Tristan de Quelen, spécialisée dans la peinture ancienne.